# Atomosia
Atomosia is een geslacht van vliegen uit de familie van de roofvliegen (Asilidae). De wetenschappelijke naam van het geslacht is voor het eerst geldig gepubliceerd in 1838 door Macquart.
Het zijn kleine, robuust gebouwde vliegen met vrij lange, dunne voelsprieten. Ze zijn 5 tot 12 mm lang. Ze komen voor in het Nearctisch gebied (hoofdzakelijk in het oostelijk deel van de Verenigde Staten) en vooral het Neotropisch gebied (van Mexico en de Caraïben  tot Chili en Argentinië). Francis Walker beschreef in 1851 Atomosia halictides uit het Oriëntaals gebied, maar deze soort is verplaatst naar het geslacht Cormansis als Cormansis halictides.

## Soorten
- A. anacaona Scarbrough & Perez-Gelabert, 2006
- A. anonyma Williston, 1901
- A. appendiculata Macquart, 1846
- A. argyrophora Schiner, 1868
- A. armata Hermann, 1912
- A. barbiellinii Curran, 1935
- A. beckeri Jaennicke, 1867
- A. bequaerti Bromley, 1934
- A. bigoti Bellardi, 1861
- A. cerverai Bromley, 1929
- A. ciguaya Scarbrough & Perez-Gelabert, 2006
- A. coxalis Curran, 1930
- A. cyanescens Rondani, 1848
- A. danforthi Curran, 1935
- A. dasypus (Wiedemann, 1828)
- A. echemon (Walker, 1849)
- A. fredericoi Carrera, 1952
- A. frontalis Curran, 1930
- A. geniculata (Wiedemann, 1821)
- A. glabrata (Say, 1823)
- A. hondurana James, 1953
- A. jagua Scarbrough & Perez-Gelabert, 2006
- A. jimagua Scarbrough & Perez-Gelabert, 2006
- A. limbata (Macquart, 1834)
- A. limbiventris Thomson, 1869
- A. lineata Curran, 1930
- A. macquarti Bellardi, 1861
- A. maestrae Bromley, 1929
- A. melanopogon Hermann, 1912
- A. metallescens Hermann, 1912
- A. metallica Bromley, 1929
- A. mucida Osten-Sacken, 1887
- A. mucidoides Bromley, 1951
- A. nigroaenea Walker, 1851
- A. nuda Hermann, 1912
- A. panamensis Curran, 1930

- A. pilipes Thomson, 1869
- A. pubescens Bromley, 1929
- A. puella (Wiedemann, 1828)
- A. punctifera Hermann, 1912
- A. pusilla Macquart, 1838
- A. rica Curran, 1935
- A. rosalesi Carrera & Machado-Allison, 1963
- A. rufipes Macquart, 1847
- A. sayii Johnson, 1903
- A. scoriacea (Wiedemann, 1828)
- A. selene Curran, 1935
- A. sericans Walker, 1860
- A. setosa Hermann, 1912
- A. similis Bigot in Sagra, 1856
- A. tenuis Curran, 1930
- A. tibialis Macquart, 1846
- A. unicolor Macquart, 1838
- A. venustula Lynch Arribálzaga, 1880
- A. yurabia Scarbrough & Perez-Gelabert, 2006